# Laos
 Der er for få eller ingen kildehenvisninger i denne artikel, hvilket er et problem. Du kan hjælpe ved at angive troværdige kilder til de påstande, som fremføres i artiklen.

Laos (laotisk: ປະເທດລາວ, Pa Thēt Lāo; officielt Demokratiske Folkerepublik Laos, laotisk: ສາທາລະນະລັດ ປະຊາທິປະໄຕ ປະຊາຊົນລາວ, Sathalanalat Paxathipatai Paxaxon Lao) er en stat i Sydøstasien og medlem af ASEAN, der grænser til Vietnam, Cambodja, Thailand, Myanmar og Folkerepublikken Kina. Pr.  2016[ref] anslås det at der bor 6.758.353 indbyggere i Laos. Hovedstaden er Vientiane (Viangchan), der anslås at have 783,000(2013) indbyggere.
Landets økonomi er mestendels præget af landbrug, industri bidrager til bruttonationalproduktet med omtrent 22 % og servicesektoren med omtrent 25 %.
Staten Laos har et etpartisystem under ledelse af Det laotiske folks revolutionære parti. Den Socialistiske Republik Vietnam har fortsat stor indflydelse i Laos. Det officielle sprog er Lao. Laos er en multietnisk stat, hvor de politiske og kulturelt største befolkningsgruppe Lao-folk udgør omkring 55 % af befolkningen,[kilde mangler] hovedsagelig i lavlandet. Mon-Khmer-grupper, Hmong og andre indfødte bjergfolk, tegner sig for 45 % af befolkningen.[kilde mangler]

## Historie
Laos historie anses ofte at begynde med kongeriget Lan Xang, oprettet af Fa Ngum i 1353, antagelig med støtte fra Khmerriget. Landet har på den ene side en moderne historie som nationalstat som kun går tilbage til midten af 1900-tallet, på den anden side en længere historie som går tilbage i det mindste til 1. århundrede e.Kr., da thai-talende folk blev tvunget til at migrere sydpå fra sine tidligere bosteder i nutidens sydlige Kina, og blandt dem talere af mon-khmersprog.
De, som senere skulle kalde sig laoter, deler sin tidligere historie med andre thaisprogede folk i området, men cirka 50 % af befolkningen i nutidens Laos udgøres af andre befolkningsgrupper. Buddhismen, som satte sit præg på meget af landets kultur, kom til området fra 500-tallet, antagelig fra Burma.

### Prækolonial historie
Forskellige mindre løst forbundne samfund udvikledes under anden halvdel af det 1. årtusinde i det som i dag er Laos, samfund som var baserede på hinduisme eller buddhisme. Da Khmerriget ekspanderede, blev disse riger opslugt i slutningen af 1100-tallet. I slutningen af 1200-tallet forenedes Kina under Yuan-dynastiet og Khmerriget svækkedes, delvist på grund af presset fra det ekspanderende Kina. Selvstyrende enheder, tributskyldige til mongolerne, kunne da gøre sig fri.
I midten af 1300-tallet fandtes der tre selvstyrende områder i nærheden af nutidens Laos, Ayutthaya i nutidens Thailand, Lan Xang omkring Luang Prabang og Lan Na omkring Chiang Mai.
Landet Lan Xang bedrev handel med produkter fra skovene, som elfenben og næsehornshorn, og produkter som silke, jern og salt. Tronfølgen havde ingen faste regler, og ofte fulgte en tronstrid mellem sønnerne til en afdød monark. Relationerne med Kambodja i syd og Ayutthaya i vest var ofte relativt gode, efter som de var thaifolk og nært beslægtede. Grænsen mod Vietnam i øst skiftede ofte, og 1479 udplyndredes hovedstaden af vietnamesiske hære. I midten af 1500-tallet invaderede burmesiske hære Sydøstasien og Lan Xang indgik en forsvarspagt med Ayutthaya. Ayutthaya blev besejret af burmeserne, men Lan Xang formåede at bevare sin selvstændighed.

### Kolonialismen
Landet blev gradvis svækket, og store dele af Laos kom fra slutningen af 1700-tallet under kontrol af Siam (nu Thailand). Laos blev inddelt i tre vasalstater, henholdsvis omkring byerne Luang Prabang i nord, Vientiane i mellemste del af landet og Champassak i syd. Et oprør i Vientiane i 1828 førte til, at denne del af landet indlemmedes i Siam.

### Thailandsk styre
I 1760'erne invaderedes Sydøstasien atter af burmesiske styrker, og Laos og Ayutthaya blev erobret, hvilket indebar slutningen på Ayutthaya. En thailandsk officer formåede på få år at opbygge et nyt rige og fordrive burmeserne og ydermere tage kontrollen over rigerne i Laos. De fik dog lov til at beholde en udstrakt grad af selvstændighed, kun spørgsmål vedrørende militær, udnævnelser, straffe og udenrigspolitik bestemtes fra Bangkok.
Et forsøg på at bryde sig fri fra Siam og genoprette Lan Xang gjordes af Anuveng, da han i 1826 samlede en hær og drog mod Siam. Fremgangen blev kortvarig, og thailandske styrker ødelagde Vientiane.

### Fransk styre
I det nordlige Vietnam opstod uroligheder, da forskellige grupper havnede i konflikt med franskmændene. Den franske hærleder blev henrettet af de sorte flag, og hans afhuggede hoved blev vist frem. Forargelsen i Frankrig førte til, at en militær ekspedition blev sendt til Vietnam, og i 1883 var hele landet kommet under fransk kontrol. Året efter blev indgået en aftale, som indebar, at Frankrig skulle forsvare Vietnams territorium, hvilket ifølge franskmændene tillige inkluderede de dele af Laos, som tidligere havde været tributskyldige til Vietnam.
Udforskningen af Laos og forhandlinger med Siam skete under ledelse af Auguste Pavie, som ønskede, at Frankrig skulle erobre Laos. Den nye generalguvernør i Fransk Indokina, Jean De Lanessan, udnævnte Pavie til fransk konsul i Bangkok med det formål at forhandle med Siam om at forlade Laos. Siam valgte i stedet at forstærke sin militære tilstedeværelse i Laos, og der indtrådte flere episoder mellem Frankrig og Siam. Da tre franske handelsmænd blev udviste fra Laos, anvendtes dette som begrundelse for en militært angreb.
Tre grupper af franske/vietnamesiske soldater trængte over grænsen ind i Laos. Angrebet gik langsomt, og først da to franske krigsskibe sejlede ad Chao Phraya og ankrede op ud for det kongelige palads i Bangkok, gav Siam op. I en aftale, som blev underskrevet 13. oktober 1893 tilfaldt området øst for Mekong Frankrig.
I nord fik Frankrig yderligere to provinser 1895 ved en aftale med Kina, og i 1896 fik franskmanden Meuang Sing af briterne i bytte mod at acceptere Siam, som Storbritannien ville have som bufferzone mod Frankrig, som selvstændig stat.
I begyndelsen var beskatningsniveauet det samme som havde været gældende under thailandsk overhøjhed, men da de franske administrationsomkostninger voksede, voksede også behovet for indtægter. Skatter kunne være i penge eller i varer men dagarbejde forekom også. Niveauet og formerne for skatter var forskellige for de forskellige folkegrupper.

### Revolter
I begyndelsen indebar overgangen fra thailandsk til fransk styre ingen større forandringer for laoterne. I stedet for at betale tribut til Siam gik pengene til Frankrig. Men efterhånden, som Frankrig øgede kontrollen og administrationen, så blev visse forskelle mærkbare. Det thailandske styre havde været decentraliseret og givet provinserne en høj grad af autonomi, mens Frankrigs hensigt var at indlemme Laos i Fransk Indokina. Efterhånden voksede skattetrykket, og monopol indførtes på opium, salt og alkohol. Slavehandel blev forbudt og laoternes frihed begrænsedes med henseende til hvem, de måtte bedrive handel med.
Den første større revolte brød ud i 1895 i det sydlige Laos i folkegruppen Lao Thoeng. Modviljen mod skatter og tvangsarbejde voksede, og en selvudnævnt hellig mand (oprøret blev kaldt den hellige mands revolte) ved navn Ong Kaeo vandt stadig større indflydelse. Ved at afbrænde en pagode tilegnet ham forsøgte Frankrig at stoppe udviklingen, men i stedet skete det modsatte. Bevæbnede med flintlåsgeværer angreb flere hundrede medlemmer af Lao Thoeng den lokale kommissionær, og oprøret vandt større tilslutning.
Flere personer, som tilhørte oprøret, oprettede egne oprørsgrupper. På den anden side af Mekongfloden sloges Ong Man mod det siamesiske styre, men hans mænd blev dræbte. Selv lykkedes det ham at slippe væk og tilslutte sig til Ong Kaeo. Efter, at Ong Kaeo var blevet dræbt i 1910, fortsatte Ong Kommadan oprøret og vendte tilbage flere årtier senere.
Også i det nordlige Laos udbrød flere revolter. Folkegruppen Leu var blevet splittet, da Frankrig havde erobret Laos, idet nogle kom til at bo i Kina mens andre endte i fransk Laos. Det tog flere år af franske militære operationer inden modstanden var brudt.
Revolutionen i Kina 1911 som afsluttede Qing-dynastiet, forårsagede uroligheder også i Laos. Den kinesiske minoritet var drivende bag oprøret i 1914. Udover almindelige uroligheder indebar Frankrigs monopol på opium forringede indkomstmuligheder for mange, blandt andet kineserne, som ofte havde fungeret som mellemhandlere i handelen. Andre tilsluttede sig oprøret på grund af de høje skatter. Det krævede 2.500 franske soldater at genoprette ro og orden.
Hmongfolket havde under oprøret holdt sig passive, og til og med støttet Frankrig. I 1918 udvandrede mange Hmonger fra det sydlige Kina på grund af hårde kinesiske repressalier efter et oprør. Indkrævningen af skatter blandt Hmongerne var overdraget andre grupper, som ofte udnyttede mulighederne for at presse ekstra skatter ud af befolkningen. Oprøret varede i to år inden, at det blev slået ned og resulterede i, at Hmongerne selv skulle stå for skatteopkrævninger.
Efter 1920 begyndte en roligere periode, og det franske styre begyndte at gennemføre en række reformer. Målet var at udbygge sundhedsvæsen, uddannelse og retssystemet. De beløb, som blev afsatte til disse formål, var små, og under den finansielle krise i 1930'erne blev de endnu mindre for at senere vokse noget.
Den økonomiske krise ramte også Laos, og for at kompensere for lavere indtægter og færre penge fra Frankrig forhøjedes skatterne, hvilket endnu en gang førte til oprør. Kommandam opfordrede byboere til ikke at betale skatterne. En fransk militær operation i september 1936 formåede at besejre oprørerne og dræbe Kommandam.

### 2. verdenskrig
Frankrig havde svært ved at gøre Laos til en rentabel virksomhed på grund af en lille befolkning og dermed små skatteindtægter samtidig med at eksporten var ringe. Ved at flytte mennesker fra Vietnam til Laos forsøgte man at forøge befolkningen, og i visse byer kom vietnameserne endda i majoritet. 2. verdenskrig indebar en afslutning på fortsat immigration.
Fransk Indokina blev besat af japanerne i 2. verdenskrig.

### Efter 2. verdenskrig
Da japanerne kapitulerede i 1945, udråbte laotiske nationalister en selvstændig stat, hvilket ikke blev accepteret af kolonimagten. Allerede i 1946 havde Frankrig genvundet magten omend med et vist mål af selvstyre for Laos. I den første indokinesiske krig organiserede Indokinas kommunistparti Pathet Lao ("Hjemland Laos") for at arbejde for national befrielse, og landet vandt selvstændighed efter, at de vietnamesiske kommunisters sejr over franskmændene havde resulteret i fredskonferencen i Genève i 1954.

#### Efter selvstændighed
Den 22. oktober 1953 blev Laos frigjort fra Frankrig.
Den 9. november 1953 startede Pathet Lao sin konflikt med Kongeriget Laos, og dermed var Borgerkrigen i Laos begyndt.
Almindelige valg blev første gang afholdt i 1955, og en koalitionsregering ledet af prins Souvanna Phouma blev dannet. Prinsen var statsminister fra 21. marts 1956 – 17. august 1958.
Den 25. december 1959 ledede general Phoumi Nosavan et statskup.
Tidlig den 9. august 1960 fandt et statskup sted, ledet af kommandanten (Kong Le) for Bataillon Parachutistes 2 i den kongelige laotiske hær. Militærenheden til Kong Le var blevet trænet med hjælp af en CIA-ansat (Jack Mathews) og trænere fra US Special Forces. Statskuppet blev udført uden den CIA-ansattes viden. Somsanith-regeringen blev afsat; Regeringen gik af d. 14. august. Laotiske soldater beordrede at amerikanerne skulle forlade Laos.
En koalitionsregering under Souvanna Phouma, holdt fra 30. august 1960 – 13. december 1960.
Den 21. november 1960 påbegyndte general Phoumi sit kontra-kup for at besætte Vientiane;

##### Efter slaget om Vientiane
Slaget om Vientiane foregik mellem 13. og 16. december 1960; Magten endte i hænderne på højrekræfter under general Phoumi Nosavan.
Militær-træning blev givet til blandt andre Hmong-folk under Operation Momentum, som var planlagt af CIA og som begyndte i januar 1961 (og blev afsluttet i 1974). Operationens soldater kæmpede mod Pathet Lao og nordvietnamesiske styrker. Operationen, ledet af Vang Pao (laotisk officer og etnisk Hmong), havde pr. d. 1. maj 1961 trænet 5.000 soldater - pr. august 9.000 soldater.
Slaget om Ban Pa Dong (31. januar og 6. juni 1961) blev tabt af Vang Paos styrker mod vietnamesere og Pathet Lao. På stedet havde Vang Paos L'Armee Clandestine trænet sine 5.000 første soldater (samme år). Hovedkvarteret for Vang Pao blev flyttet til Long Tieng, indtil krigens afslutning.

###### Efter aftalen i Geneve i 1962
En aftale i Geneve d. 23. juli 1962 fastslog Laos neutralitet. (Aftalen afsluttede konferencen der begyndte d. 16. maj 1961: "International Conference on the Settlement of the Laotian Question".)
Vietnam og USA respekterede ikke aftalen. Niels Bjerre-Poulsen skrev at "USA svarede aldrig igen på
disse krænkelser af fredsaftalen ved at klage til den internationale kontrolkommission, som skulle overvåge den, men derimod ved selv at optrappe sin egen hemmelige krig i Laos".
Blandt påfølgende kamphandlinger var Slaget om Lak Sao - mellem november 1963 og januar 1964.
Fra midten af 1960'erne (under den anden Indokinakrig) blev Laos udnyttet af Nordvietnam som angrebsvej og udsattes også for massive bombninger af amerikanerne som dermed ville lukke Ho Chi Minh-stien.
To statskup imod koalitionsregeringen under Souvanna Phouma i 1964 førte til at Souvanna Phouma, frem til borgerkrigens slutning, støttede højrefløjen som holdt ham ved magten, og han gik imod kommunisterne.
I 1968 blev Pathēt Lao tilsidesat af den nordvietnamesiske hær (der overtog kamphandlingerne). I januar 1968 tabte laotiske styrker, med luftstøtte fra USA's væbnede styrker, slaget om Nam Bac. (I januar sendte Nordvietnam sin 316de division frem mod Nam Bac-dalen; De syv bedste militærenheder i Laos var stationeret der; Basen blev tabt.) Den kongelige laotiske hær var næsten uden militær magt i de nærmeste år; Enheder større end en bataljon blev opløst, og laotiske myndigheder trak sig fra konflikten.
I regntiden i 1969 tog Vang Paos styrker hele Lerkrukkesletten (Thong Hay Hin).
Det tredje slag om Skyline Ridge (ved Long Chen-basen hvor Vang Pao havde sit hovedkvarter) fandt sted december 1971 til februar 1972; omtrent 2.000 forsvarere bestående af Hmong, thailændere og laoter blev dræbt sammen med omtrent 10.000 nordvietnamesiske soldater.
Krigshandlingerne udviklede sig til gentagende bombetogter med blandt andet B-52 fly. Amerikanske luftstyrker angreb gennemsnitlig i løbet af næsten ti år, en gang pr. 8de minut.

#### Efter fredsaftalen i Paris
I januar 1973 blev en fredsaftale kundgjort mellem Nordvietnam og USA; Aftalen gjorde Suphānuvong til de facto medhersker i Laos.
En ny koalitionsregering dannedes efter fredsaftalen i Paris, som markerede afslutningen på Vietnamkrigen. Fra februar 1973 var der våbenstilstand mellem Pathet Lao og den siddende regering, men Nordvietnams tilstedeværelse i landet fortsatte, ikke mindst i form af en afgørende indflydelse på Pathet Lao.
Sydvietnam faldt i april 1975. Den 14. maj 1975 flygtede Vang Pao fra Laos, via luftbasen Long Tieng. Luftbasen blev næste dag tabt til Pathet Lao.
Pathet Lao tog magten i Laos, og den 2. december 1975 blev kongen tvunget til at abdicere, og Folkerepublikken Laos blev udråbt.

#### Efter folkerepublikkens udråbelse
Folkerepublikken, under ledelse af Kaysone Phomvihane og Det laotiske folks revolutionære parti, var i lang tid ikke meget mere end et vietnamesisk marionetregime, og den brutale behandling af anderledes tænkende og etniske minoriteter (som udgør omtrent halvdelen af landets befolkning) tvang skønsmæssigt 10 % af landets befolkning (heraf mange hmong) at gå i eksil.
I 1979 havde myndighederne i Laos støttet Vietnam; I midten af 1980'erne blev relationerne med Kina forbedret, og den vietnamesisk indflydelse i Laos var aftaget.
Stærkt afhængigt af støtte fra Sovjetunionen, via Vietnam, ændredes landets situation drastisk i og med Sovjetunionens sammenbrud i 1991, og kommunistpartiet, som fortsat beholdt magten, har siden igangsat økonomiske reformer i lighed med Vietnam.

## Geografi
Laos ligger på den sydøstasiatiske halvø nordøst for Thailand og vest for Vietnam og omfatter et areal på 236800 kvadratkilometer i den centrale del af halvøen. Landet har ingen kystlinje og er omgivet af landene Burma (Myanmar), Cambodja, Folkerepublikken Kina, Thailand og Vietnam. Beliggenheden har ofte gjort landet til en buffer mellem stærkere nabostater, samt en rute for handel og kommunikation. Migration og internationale konflikter har bidraget til nutidens etniske sammensætning af landet og til den geografiske fordeling af dets etniske grupper.

### Topografi
Størstedelen af den vestlige grænse for Laos bestemmes af Mekongfloden, som er en vigtig transportåre. Dongvandfaldet i den sydlige ende af landet hindrer adgangen til havet, men jekter kan rejse langs hele længden af Mekong i Laos det meste af året. Mindre motorbåde og piroger er vigtige transportmidler på mange af bifloderne til Mekong.
Mekong har således været en styrke for kommunikationen i landet, og lighederne mellem Laos og Nordøstthailand – samme mennesker, samme sprog – afspejler den tætte kontakt, som har eksisteret over floden i århundreder. Mange laoter bosatte i Mekongdalen har slægtninge og venner i Thailand. Før det 20. århundrede udgjorde laotiske kongeriger og fyrstedømmer områder på begge sider af Mekong, og thailændernes kontrol i slutningen af det 19. århundrede strakte sig også over floden mod øst. Selv om Mekong blev etableret som en grænse af franskmændene i kolonitiden, var det ikke før oprettelsen af Laofolkets demokratiske republik i 1975, at færdsel over floden blev betydelig begrænset.
Den østlige grænse til Vietnam strækker sig over 2.130 kilometer, for det meste langs kammen af Den annamitiske bjergkæde, og fungerer som en fysisk barriere mellem den kinesisk inspirerede kultur i Vietnam og de indisk inspirerede stater Laos og Thailand. Disse bjerge er tyndt befolkede af stammefolk, som traditionelt ikke har anerkendt grænsen til Vietnam mere end folk i lavlandet har respekteret den 1754 kilometer Mekongflod som grænsen til Thailand. Dermed kan etniske minoritetsgrupper være bosatte både på den laotiske og vietnamesiske side af grænsen. På grund af sin relative isolation har kontakten mellem disse grupper og lavlandet i Laos i stor udstrækning begrænset sig til handel.
Laos deler en kort grænse med Cambodja i syd, og de gamle Khmerruiner ved Wat Pho og andre steder i syd vidner om den udstrakte kontakt mellem Laos og khmerfolket op gennem historien. I nord er landet afgrænset af en bjergrig 423 kilometer lang grænse mod Kina og et 235 kilometer langt stykke af Mekongfloden, som udgør grænsen til Burma.
Topografien i Laos består i stor grad af bjerge, med Trường Sơn-bjergene i nordøst og øst og Luang Prabang-bjergene i nordvest som de dominerende bjergformationer. Landskabet er dermed typisk præget af stejlt terræn. Elevationen er typisk over 500 meter med smalle floddale og dårlig landbrugspotentiale. Dette bjergrige landskab strækker sig over størstedelen af det nordlige Laos, med undtagelse af Vientianesletten og Krukkesletten på Xiang Khoangplateauet. Den sydlige del af landet indeholder store, flade områder i provinserne Savannakhet og Champasak, som er godt egnede for risdyrkning og husdyrhold. Store dele af Khammuanprovinsen og den østlige del af alle de sydlige provinser er bjergrige.
Kun omkring 4% af landarealet er klassificeret som dyrkningsbart. Skovarealet er sunket betydelig siden 1970-tallet som et resultat av kommerciel hugst og udvidet svedjebrug.

## Klima
Laos har et tropisk monsunklima, med en udpræget regntid fra maj til oktober, en tør og kølig sæson fra november til februar, og en varm og tør sæson i marts og april. Vanligvis opstår monsunen samtidig over hele landet, selv om det kan variere betydeligt fra år til år. Nedbørsmængden varierer også regionalt, de største mængder – 3.700 mm årlig – er registreret på Bolovensplateauet i Champasakprovinsen. Målestationer i de største byer har registreret, at Savannakhet i gennemsnit får 1.440 mm årlig, Vientiane modtager omkring 1.700 mm, og Luang Prabang ligger på 1.360 mm. Nedbøren er imidlertid ikke altid tilstrækkelig for risdyrkning, og den relativt høje gennemsnitsnedbør skjuler år, hvor nedbørsmængden kan komme ned i omtrent halvdelen eller mindre af normalen, hvilket forårsager betydelig nedgang i risproduktionen. Sådanne tørker er ofte regionale således, at produktion i andre dele af landet forbliver upåvirket. Temperaturen varierer fra højder rundt 40 °C langs Mekong i marts og april ned til 5 °C eller mindre i højlandet i Xieng Khouang og Phongsali i januar.
| Vejr for Vientiane, Laos                                                                             | Vejr for Vientiane, Laos | Vejr for Vientiane, Laos | Vejr for Vientiane, Laos | Vejr for Vientiane, Laos | Vejr for Vientiane, Laos | Vejr for Vientiane, Laos | Vejr for Vientiane, Laos | Vejr for Vientiane, Laos | Vejr for Vientiane, Laos | Vejr for Vientiane, Laos | Vejr for Vientiane, Laos | Vejr for Vientiane, Laos | Vejr for Vientiane, Laos |
| | Jan                      | Feb                      | Mar                      | Apr                      | Maj                      | Jun                      | Jul                      | Aug                      | Sep                      | Okt                      | Nov                      | Dec                      | År                       |
| --- | ------------------------ | ------------------------ | ------------------------ | ------------------------ | ------------------------ | ------------------------ | ------------------------ | ------------------------ | ------------------------ | ------------------------ | ------------------------ | ------------------------ | ------------------------ |
| Gennemsnitlig maks °C                                                                                | 28,4                     | 30,3                     | 33                       | 34,3                     | 33                       | 31,9                     | 31,3                     | 30,8                     | 30,9                     | 30,8                     | 29,8                     | 28,1                     | 31,1                     |
| Gennemsnitlig min °C                                                                                 | 16,4                     | 18,5                     | 21,5                     | 23,8                     | 24,6                     | 24,9                     | 24,7                     | 24,6                     | 24,1                     | 22,9                     | 19,3                     | 16,7                     | 21,8                     |
| Gennemsnitlig nedbør mm                                                                              | 7,5                      | 13                       | 33,7                     | 84,9                     | 245,8                    | 279,8                    | 272,3                    | 334,6                    | 297,3                    | 78,8                     | 11,1                     | 2,5                      | 1.660,5                  |
| Kilde: "World Weather Information Service — Vientiane" (World Meteorological Organisation) (engelsk) |                          |                          |                          |                          |                          |                          |                          |                          |                          |                          |                          |                          |                          |

## Demografi
De sidste officielle indbyggertal i Lao PDR kommer fra folketællingen i maj 2005 med et indbyggertal på 5,6 millioner hvoraf 50.1% mænd og 49.9% kvinder. 50% af befolkningen er yngre end 20 år og befolkningstilvæksten ligger på 2.1 %.

### Etnicitet og sprog
Officielt består befolkningen i Laos af 49 etniske grupper fordelt i 160 underkategorier. De mest talrige etniske grupper er Lao og Khmu efterfulgt av (pr. 2015) 595.000 Hmong.
Grupperne er fordelt på fire etno-linguistiske familier: Lao-Tai (Tai-kadai-sprog); Mon-Khmer (Austroasiatiske sprog); Hmong-Mien (Hmong-Yao, Miao-Yao); og Sinotibetanske sprog (mest Tibeto-Burman).
Andre bruger et langt højere tal af etniske grupper end det officielle, Joachim Schliesinger bruger i en bog om etniske grupper i Laos et tal på 94 grupper. Det store problem ligger i at skelne mellem etniske grupper og underkategorier.
Fra 1975 indtil ratifikationen af den nye grundlov i 1991 blev der officielt brugt en tredelt inddeling på etnicitet: Lao Loum, Lao Teung og Lao Soung (Lavlandslao, højere-lao, og højlandslao). Denne inddeling var en grov klassificering baseret på traditionelt bosættelsesmønster efter højde over havet. Selv om denne tredeling ikke længere gælder som officiel klassifikation, optræder den ofte i daglig tale.

### Religion
Den dominerende religion i landet er buddhisme, men i minoritetsbefolkningerne er spiritisme og shamanisme meget praktiserede.

## Politik og administration
Laos er en socialistisk etpartistat med nære bånd til nabolandene Vietnam og Cambodja. Laos Folkelige Revolutionære Parti - som er efterfølgeren til befrielsesbevægelsen Pathet Lao - er det eneste lovlige parti i landet, og da Laos er en etpartistat, er lederen af partiet også normalt republikkens leder. Til trods for, at landet officielt fortsat er socialistisk, har landet i stor udstrækning en markedsøkonomi og dårlige velfærdsordninger. Laos adskiller sig også fra de fleste socialistiske stater når det kommer til statens syn på religion. Mens socialistiske stater generelt har vært kritiske til religion, har lederne i Laos haft en positiv indstilling til buddhismen.
Før afslutningen af borgerkrigen i 1975 var Laos et USA-støttet absolut monarki. Nutidens lederskab stammer fra den gamle Pathet Lao-bevægelse, som sloges mod kongedømmet. Laos' flag var oprindelig Pathet Laos' flag.

### Menneskerettigheder
Laos' regering er blevet kritiseret for en række alvorlige brud på menneskerettighederne. Dette gælder først og fremmest undertrykkelsen af Hmong-folket. Amnesty International har kritiseret regimet i landet for blandt andet mangel på demokrati og ytringsfrihed, brugen af dødsstraf og dårlige fængselsforhold. Det eksisterer i realiteten ikke noget retssystem, da alle dommere er udpegede af staten. Mennesker med kritisk indstilling til regeringen risikerer forfølgelse. Landet kommer dårlig ud på demokratirangeringer. The Economist placerede i 2012 landet på 156. plads på deres Democracy Index.

### Administrativ inddeling
Laos er inddelt i 16 provinser (khoueng), 1 kommune* (kampheng nakhon), og 1 specialzone** (khetphiset) som følger:
| \| Nr. \| Provins \| Hovedstad \| Areal (km²) \| \| --- \| --------------------------------- \| ------------------ \| ----------- \| \| 1 \| Attapeu \| Attapeu \| 10.320 \| \| 2 \| Bokeo \| Ban Houayxay \| 6.196 \| \| 3 \| Bolikhamsai \| Paksan \| 14.863 \| \| 4 \| Champasack \| Pakse \| 15.415 \| \| 5 \| Hua Phan \| Xamneua \| 16.500 \| \| 6 \| Khammuan \| Thakhek \| 16.315 \| \| 7 \| Louang Nam Tha \| Louang Namtha \| 9.325 \| \| 8 \| Luang Prabang \| Luang Prabang \| 16.875 \| \| 9 \| Udomxai \| Muang Xay \| 15.370 \| \| 10 \| Phongsali \| Phôngsali \| 16.270 \| \| 11 \| Sainyabuli \| Sainyabuli \| 16.389 \| \| 12 \| Saravane \| Salavan \| 10.691 \| \| 13 \| Savannakhet \| Kaysone Phomvihane \| 21.774 \| \| 14 \| Sekong \| Sekong \| 7.665 \| \| 15 \| Vientiane Prefektur* og Vientiane \| Vientiane \| 3.920 \| \| 16 \| Vientiane \| Muang Phôn-Hông \| 15.927 \| \| 17 \| Xieng Khouang \| Phonsavan \| 15.880 \| |                                   |                    |             |
| Nr. | Provins                           | Hovedstad          | Areal (km²) |
| 1 | Attapeu                           | Attapeu            | 10.320      |
| 2 | Bokeo                             | Ban Houayxay       | 6.196       |
| 3 | Bolikhamsai                       | Paksan             | 14.863      |
| 4 | Champasack                        | Pakse              | 15.415      |
| 5 | Hua Phan                          | Xamneua            | 16.500      |
| 6 | Khammuan                          | Thakhek            | 16.315      |
| 7 | Louang Nam Tha                    | Louang Namtha      | 9.325       |
| 8 | Luang Prabang                     | Luang Prabang      | 16.875      |
| 9 | Udomxai                           | Muang Xay          | 15.370      |
| 10 | Phongsali                         | Phôngsali          | 16.270      |
| 11 | Sainyabuli                        | Sainyabuli         | 16.389      |
| 12 | Saravane                          | Salavan            | 10.691      |
| 13 | Savannakhet                       | Kaysone Phomvihane | 21.774      |
| 14 | Sekong                            | Sekong             | 7.665       |
| 15 | Vientiane Prefektur* og Vientiane | Vientiane          | 3.920       |
| 16 | Vientiane                         | Muang Phôn-Hông    | 15.927      |
| 17 | Xieng Khouang                     | Phonsavan          | 15.880      |

## Næringsliv
Laos er blandt de mindst udviklede lande i verden. På FN's indeks for menneskelig udvikling (HDI) for 2011 er Laos nummer 138 af totalt 187 lande. Laos er også optaget på FN's lister over de mindst udviklede lande, LDC og LLDC. Siden 1990-erne er befolkningens levestandard blevet forbedret. Fra 1993 til 2003 faldt den skønnede andel fattige fra omkring 45 % til 30 %. Andelen af fattige sank i samtlige af landets indkomstgrupper og regioner.
Omkring 80 % af landets befolkning er sysselsat i familiebaserede selvforsyningsjordbrug, fiskeri og skovbrug. Dette indgår for de fleste i en naturalhusholdning, og kun et mindretal af arbejdsstyrken udfører lønarbejde. Jordbruget afhænger ikke kun af risdyrking, men holder sig med en varieret produktion af blandt andet søde kartofler, jordnødder, majs, grøntsager, kaffe, te, tobak, sukkerroer og bomuld. Husdyrhold har også nogen betydning.
Til trods for, at styret i Laos er socialistisk, har økonomiske reformer ført til, at der til en vis grad tillades markedsøkonomi. Laos gennemførte de første økonomiske reformer i denne retning i midten af 1980-erne, samtidig som Vietnam.

### Udenlandske investeringer
Efter opblødninger i kvoter og produktionsstyring i 1980-erne blev statsejede virksomheder privatiserede og økonomien gradvis åbnet for private aktører fra 1990. De første virkelige åbninger for direkte udenlandske investeringer kom ind i lovgivningen i 1988, og 1994-lovgivningen introducerede et temmelig liberalt regime for fællesforetagender, helt udenlandsk ejede selskaber og investeringer i de fleste sektorer. Alligevel var dele af lovgivningen modstridende på nogen områder. Med støtte fra udlandet fik man revitaliseret det tidligere statsejede handelskammer. De direkte udenlandske investeringer i Laos steg jævnt fra 2 millioner amerikanske dollars i 1988 til et højdepunkt med 128 millioner i 1996, men sank derefter til 20–30 millioner årlig, ifølge Den asiatiske udviklingsbank.
Ser man på fordelingen mellem sektorer, har den største andel af udenlandske investeringer været knyttet til forædlingsindustri, efterfulgt af tjenesteydende næringer. I sidstnævnte kategori indgår rejselivsnæringen, som er blevet vigtig efter liberaliseringen af indrejsereglerne i 1990-erne. I primærnæringerne er det i første række investeret i bjergværksvirksomhed. Tinindustrien var den eneste branche i Laos af interesse for udenlandske investeringer under det franske kolonistyre frem til krigshandlingerne i Indokina fra 1940- til 1970-erne. Af hensyn til udnyttelsen af jordbrugsarealet indførte laotiske myndigheder flere restriktioner i tilknytning til investeringer i bjergværksdrift i midten af 2012, men investeringstakten i sektoren har siden efteråret 2013 været stabil.
Investeringstakten i Laos faldt kraftigt i forbindelse med Asienkrisen i slutningen af 1990-erne. Sammen med en svag statslig håndtering af økonomiske virkemidler, medførte krisen et fald i laotiske kips vekslingskurs på 87 % i samme periode. Finanskrisen gav en stigende inflation og en økonomisk depression. Økonomien stabiliserede sig først i 2000. I slutningen af 1990-erne startede man også forhandlingerne om medlemskab i Verdens handelsorganisation, hvor Laos først blev optaget i 2013. Laos har også tilkendegivet et ønske om internationalt økonomisk samarbejde gennem medlemskab i APTA og ASEAN. Ligeledes har myndighederne forsøgt at trække veksler på handelskorridorer, som knytter regioner i Laos sammen med nabostaterne.
Gennem 2000-tallet har fremmede investeringer stabiliseret sig på et niveau, som er blandt de laveste i verden, og halvdelen af de udenlandske direkte investeringer har rettet sig mod tjenesteydende næringer. I 2012 fandtes der 9 økonomiske specialzoner for ulige sektorer i Laos. Ser man på involveringen i projekter og samlet værdi, var investorer fra Vietnam, Thailand og Kina i nævnte rækkefølge de klart største investorer i Laos i 2010/2011.

### Energiforsyning
I perioden 2002–2008 blev forbruget af elektrisk kraft i landet mere end fordoblet, fra 767 til 1.578 GWh. Året efter havde mere end 60 % af husholdningerne i landet adgang til elektricitet, en stigning fra 17 % i 1995. Med støtte fra Den asiatiske udviklingsbank og Verdensbanken har myndighederne som mål at øge andelen til 95 % af husholdningerne inden år 2020. Statsforetagendet Electricite du Laos (EDL) står for al produktion og distribution af elektricitet i landet.
Laos har store vandkraftressourcer, særlig i tilknytning til floden Mekong. Myndighederne ønsker salg af vandkraft til nabostaterne som en drivende kraft i økonomien i fremtiden. Meget af totalværdien af udenlandske investeringer i Laos i 1990-erne var knyttet til vandkraft, men få projekter blev påbegyndte i løbet af 2000-tallet. Med thailandsk kapital er byggeriet af det første store damprojekt i Mekong igangsat efter, at myndighederne gav sin tilladelse i slutningen af 2012. Regulering af Mekong er omstridt i nabostaterne, som frygter varig indvirkning på fiskebestanden som følge af reduceret vandføring.